# 醉酒灣

填海前之醉酒灣 (圖中較後左邊之海灣)，前右方海灣是荃灣，而背景的島嶼是昂船洲

醉酒灣，為一香港地名，為英文名反譯所得，正名葵涌澳，又稱醉翁灣、垃圾灣，常被謬稱為葵芳，是香港新界葵青區昔日海灣，位於葵涌西部，即下葵涌，因1970年代填海工程消失。
由於區內港鐵車站以「葵芳」（英語：Kwai Fong）命名，公營房屋亦以葵芳邨命名，故「葵芳」被一些香港人廣泛作地名使用，惟其並非正式地名。

## 歷史

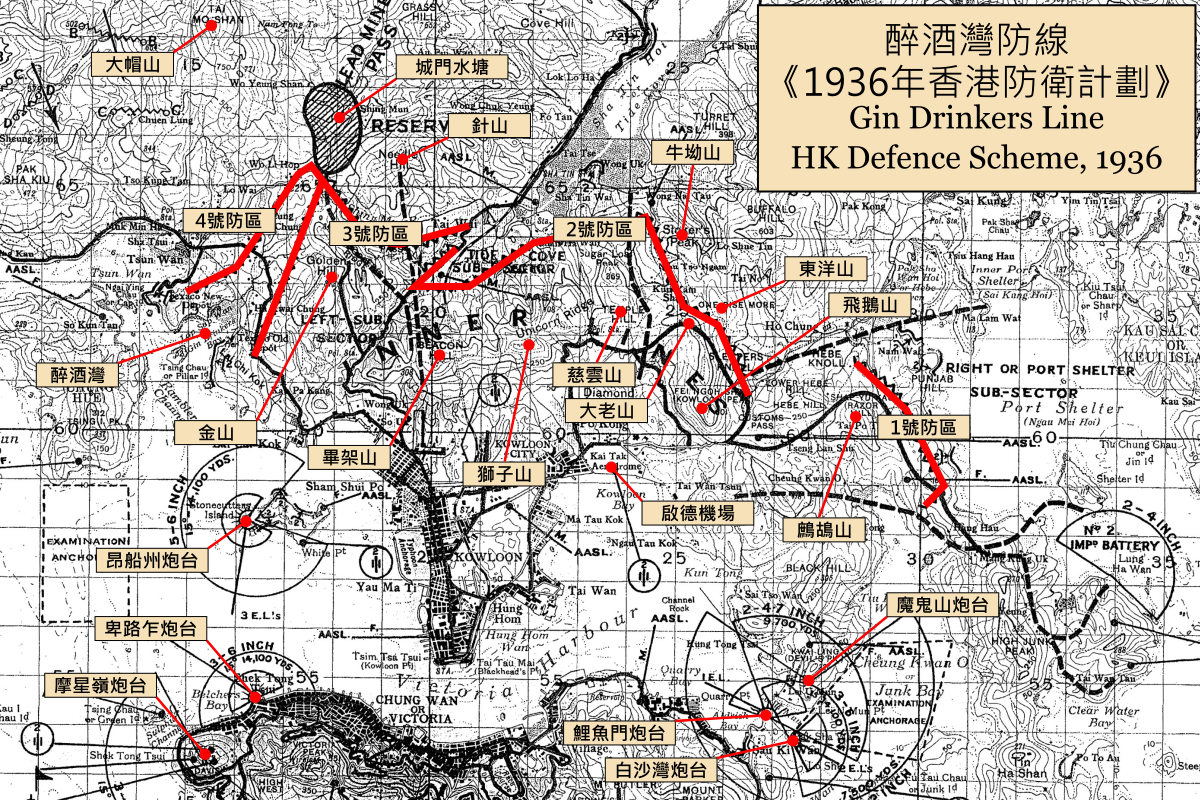
曾是海灣的醉酒灣是防線的其中一端

醉酒灣原是荒蕪地區，十九世紀末本港的垃圾是交由承辦商用木船運載到海上傾倒，每天處理量約20至30噸，若遇著惡劣天氣便將垃圾卸入醉酒灣，故早年的地圖上也標注該地帶為「垃圾灣」。1930年代，駐港英軍為加強香港防禦，特意修築由新界西部醉酒灣至新界東部西貢區牛尾海的防線，並命名為醉酒灣防線（英語：Gin Drinkers Line），惟於1941年12月8日爆發香港保衛戰之時，日軍僅以兩天時間便突破防線。1955年，政府開始在官塘灣填海發展工業區，因此再改於醉酒灣和青洲之間築提傾倒垃圾。

## 發展
1960年代末期，香港政府發展荃灣區，便在醉酒灣填海。接近內陸的地方興建了公共屋邨葵興邨及葵芳邨，分別於1970至1973年間落成。

近海邊的又分為兩部份，南部興建葵涌貨櫃碼頭及葵涌道，北部則成為垃圾堆填區，因此又有垃圾灣的稱號。

地底集體運輸系統路綫圖1967年建議方案。圖中「垃圾灣」即今之「葵芳站」、「貨港」即今之「荔景站」

### 葵涌貨櫃碼頭
自1960年代起，歐美國家開始興起貨櫃運輸，取代散貨運輸。六十年代末期，政府決定在葵涌興建貨櫃碼頭，便在醉酒灣進行填海工程。醉酒灣水深、人煙稀少卻又鄰近市區，因此成為發展貨櫃碼頭最佳選擇。

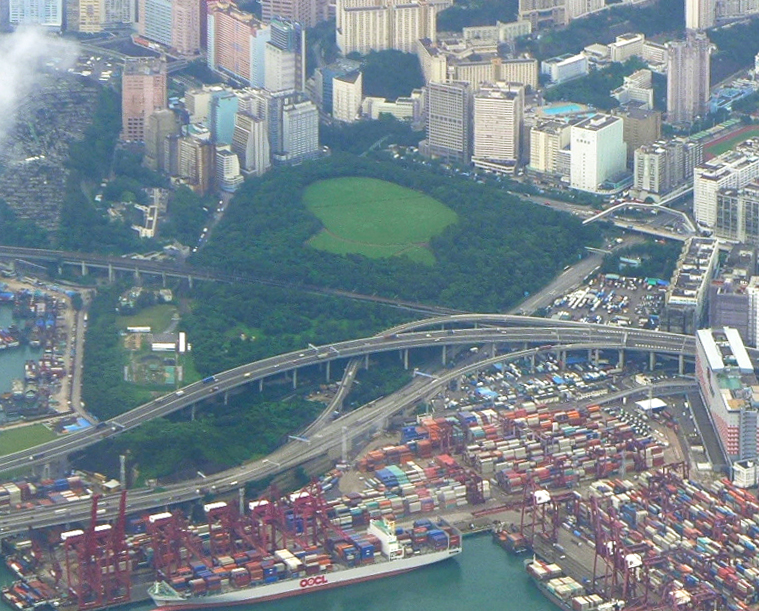
1979年開始停用的醉酒灣堆填區

### 醉酒灣堆填區
當局在1955年為適應環境需求，決定將九龍灣東部海岸闢為新工業區，擬將近茶果嶺的官塘垃圾堆填區（當年稱為「官塘垃圾池」）封閉以便進行填海工程，市區垃圾轉而傾倒至荃灣醉酒灣，當局計劃由荃灣華人永遠墳場東南角起築起長1550尺的碎石堤壩接連大波蘿島，形成一個半方形的海灣，以防止垃圾復流出海，工程由華益建築公司承建，1955年2月開始建築堤壩並於當年年底大致完成，醉酒灣堆填區隨即開始運作。醉酒灣堆填區（英語：Gin Drinkers Bay Landfill）佔地290,000平方米，1979年關閉。
1970年代，政府將醉酒灣近荃灣華人永遠墳場和鄰近火葬場的一帶地區列為「厭惡性行業工業區」，供處理動物皮毛加工等行業進駐，大部分是製造皮革，原因是這類工業往往產生厭惡臭味。
1982至1985年，政府計劃發展逾30公頃的葵涌公園，興建緩步徑及各種休憩設施，而因垃圾堆填區的垃圾因自然腐化而釋放沼氣，公園用地一直封閉，及後康文署在2000年接管葵涌公園發展計劃，署方曾探討不同的發展方案，但進展不大，2009年只開設到一個佔地約4公頃的小輪車場，至今餘下的23公頃土地仍未發展，令公園一直封閉至今。2013年4月，康文署被審計署發表的一份審計報告中點名，批評其管理休憩用地不完善，當中更認為葵涌公園發展的緩慢情況無法接受。
香港單車聯會在葵涌第37區醉酒灣堆填區（即原葵涌公園近海一帶）42萬平方呎地皮（約4個香港大球場草地面積）興建香港賽馬會國際小輪車場，為全港首個BMX單車公園，為2009年東亞運動會提供場地。單車聯會計劃興建BMX單車公園連附屬設施，包括面積6622方呎的附屬食堂、管理辦公室、小型商店、單車貯物室、洗手間及更衣室，以及可容納約1000個座位觀眾席。聯會計劃於該處興建符合國際比賽標準的BMX泥地競速場地，場內設有1條350米長標準場道及人造山丘作起步點，另設一條60米長練習路線。場內會有駐場教練，亦會設有開放時間。

## 外部連結
- 葵涌堆填區地皮建BMX單車公園，明報，2007年11月17日。